# US Open 2015 (golf)
De 115de editie van het US Open werd van 18-21 juni 2015 gespeeld op Chambers Bay in het noordwesten van de Verenigde Staten. Titelverdediger is Martin Kaymer.

## Chambers Bay
Dit is de eerste keer dat het US Open op Chambers Bay wordt gespeeld. De baan werd ontworpen door Robert Trent Jones Jr en ligt aan de Puget Sound, een zeearm van de Stille Oceaan. Het is een 'links'-baan, er zijn dus weinig bomen.

## Verslag
Alle top-63 spelers van de wereldranglijst zijn aanwezig. Voor het eerste doen er twee spelers uit India mee, Shiv Kapur en Anirban Lahiri.
Arjun Atwal deed in 2010 mee, Kapur in 2014. Golf in India is nog een elitaire sport, volgens Kapur zijn er in zijn land nog geen 150.000 Indiase golfers.

De 51-jarige Colin Montgomerie kwalificeerde zich door in 2014 het US Senior Open te winnen. De andere 'senior' deelnemer is de 51-jarige Miguel Ángel Jiménez, beiden scoorden -1 in de eerste ronde. De jongste deelnemer is de 15-jarige Cole Hammer. Hij speelde zijn oefenronde met Jordan Spieth.

### Ronde 1
Na ronde 1 stonden 25 spelers onder par. De eerste speler die onder par binnenkwam, was Cody Gribble uit Dallas (Texas), waar hij zich voor dit toernooi kwalificeerde. Hij werd in 2013 professional en speelt op de Web.com Tour. Iets later kwamen Dustin Johnson en Henrik Stenson binnen met -5, hetgeen hen aan de leiding bracht. Joost Luiten scoorde -2 en plaatste zich in de top-10.  Tiger Woods scoorde +10, zijn slechtste ronde ooit in het US Open dat hij hier voor de 14de keer speelt.

### Ronde 2
Daniel Summerhays stond na 13 holes op -5, samen met de leiders, die nog moesten starten. Drie holes later maakte hij een dubbel-bogey. Joost Luiten begon matig, na negen holes stond hij op +2, maar daarna maakte hij drie birdies, zodat hij mooi 69 scoorde en op de 7de plaats bleef staan. De beste dagronde was 66 (J.B. Holmes en Louis Oosthuizen).  
 Jason Day kreeg op de green van zijn laatste hole last van draaiduizeligheid. Hij viel neer en bleef enkele minuten liggen. Daarna kon hij toch zijn hole afmaken. Hij werd in een ziekenhuis onderzocht en het bleek niet ernstig te zijn.

### Ronde 3
Slechts zes spelers scoorden onder par. Een van hen was Jason Day. Hij scoorde 68 en eindigde op een gedeelde eerste plaats. 

Joost Luiten maakte een ronde van 74 maar bleef toch nog net in de top-10.

### Ronde 4
De scores waren in ronde 4 beter, 22 spelers bleven onder par. Van de vier leiders bleef alleen Jordan Spieth over. Hij was de zesde speler ooit die de Masters en het US Open in hetzelfde jaar won na Tiger Woods (2002), Jack Nicklaus (1972), Arnold Palmer (1960), Ben Hogan (1951 en 1953) en Craig Wood. Hij werd de 15de en jongste speler (21 jaar en 329 dagen) die deze twee Majors won. 

Louis Oosthuizen, die met een ronde van 77 begonnen was, herstelde zich mooi en eindigde op de 2de plaats samen met Dustin Johnson. Adam Scott verbeterde het toernooirecord en werd 4de. Joost Luiten speelde echter een ronde van 75 en zakte ver weg. Jason Day was voldoende hersteld om zondag aan de start te verschijnen, maar hij speelde erg wisselvallig.

### Amateurs
Hoewel de amateurs gewoon aan het toernooi meedoen, is er ook een onderlinge strijd om als beste amateur te eindigen. De net afgestudeerde 22-jarige amateur Brian Campbell, die in 2014 de cut miste, maakte in ronde 1 een mooie score met 7 birdies voor -3, terwijl Ollie Schniedermans op -1 eindigde.
 In ronde 2 speelde Brian Campbell minder goed maar hij bleef de beste amateur. 
Zes amateurs kwalificeerden zich voor het weekend, Brian Campbell was de enige amateur die nog onder par stond. Hij scoorde echter 78 in ronde 3, waarna Maguire en Schniedermans met +4 hem voorbij gingen, gevolgd door Denny McCarthy met +5. Zondag kwam Campbell op +5 binnen, en moest hij wachten hoe de anderen scoorden. McCarthy en Schniederjans stonden toen op +6. Maguire speelde de eerste negen holes in 42 slagen en was geen bedreiging meer. Schniedermans eindigde met een bogey waarna Campbell weer de beste amateur was.
Scores
| Naam                | OWGR | Score R1 | Score R1 | Nr  | Score R2 | Score R2 | Totaal | Nr  | Score R3 | Score R3 | Totaal | Nr  | Score R4 | Score R4 | Totaal | Nr  |
| ------------------- | ---- | -------- | -------- | --- | -------- | -------- | ------ | --- | -------- | -------- | ------ | --- | -------- | -------- | ------ | --- |
| Jordan Spieth       | 2    | 68       | -2       | T7  | 67       | -3       | -5     | T1  | 71       | +1       | -4     | T1  | 69       | -1       | -5     | 1   |
| Dustin Johnson      | 7    | 65       | -5       | T1  | 71       | +1       | -4     | T3  | 70       | par      | -4     | T1  | 70       | par      | -4     | T2  |
| Louis Oosthuizen    |      | 77       | +7       | T   | 66       | -4       | +3     | T   | 66       | -4       | -1     | T   | 67       | -3       | -4     | T2  |
| Branden Grace       | 40   | 69       | -1       | T14 | 67       | -3       | -3     | T4  | 70       | par      | -4     | T1  | 71       | +1       | -3     | T4  |
| Jason Day           | 10   | 68       | -2       | T7  | 70       | par      | -2     | T9  | 68       | -2       | -4     | T1  | 74       | +4       | par    | T9  |
| Rory McIlroy        | 1    | 72       | +2       | T52 | 72       | +2       | +4     | T44 | 70       | par      | +4     | T25 | 66       | -4       | par    | T9  |
| Matt Kuchar         | 18   | 67       | -3       | T4  | 73       | +3       | par    | T17 | 72       | +2       | +2     | T15 | 69       | -1       | +1     | T12 |
| Patrick Reed        | 15   | 66       | -4       | 3   | 69       | -1       | -5     | T1  | 76       | +6       | +1     | T9  | 71       | +1       | +2     | T14 |
| Daniel Summerhays   | 134  | 70       | par      | T26 | 67       | -3       | -3     | T5  | 78       | +8       | +5     | T35 | 70       | par      | +5     | T27 |
| Brian Campbell (Am) | 1599 | 67       | -3       | T4  | 72       | +2       | -1     | T12 | 78       | +8       | +7     | T43 | 68       | -2       | +5     | T27 |
| Henrik Stenson      | 6    | 65       | -5       | T1  | 74       | +4       | -1     | T12 | 72       | +2       | +1     | T9  | 74       | +4       | +5     | T27 |
| Joost Luiten        | 52   | 68       | -2       | T7  | 69       | -1       | -3     | T7  | 74       | +4       | +1     | T9  | 75       | +5       | +6     | T39 |
| Ben Martin          | 54   | 67       | -3       | T4  | 70       | par      | -3     | T5  | 86       | +16      | +13    | 73  | 70       | par      | +13    | T64 |
| Colin Montgomerie   | 1061 | 69       | -1       | T14 | 76       | +6       | +5     | T60 | 72       | +2       | +7     | T43 | 76       | +6       | +13    | T63 |

| Leider |  | Toernooirecord |  | OWGR |  | MC = missed cut = cut gemist |

## Spelers
Er zijn 156 deelnemers, inclusief 13 voormalige winnaars en een record van 16 amateurs, bijna een record want in 1981 waren er 18 amateurs. De enige Nederlandse speler is Joost Luiten, Nicolas Colsaerts uit België doet niet mee.

Er waren twaalf 36-holes toernooien waarin spelers konden proberen zich te kwalificeren: 10 in de Verenigde Staten, 1 in Engeland en 1 in Japan. De spelers die zich op deze manier kwalificeerden hebben k achter hun naam.

| - Thomas Aiken k - Jason Allred k - Byeong-Hun An - Seuk-hyun Baek k - Blayne Barber k - Kurt Barnes k - Jared Becher k - Charlie Beljan k - Rich Berberian Jr k - Lucas Bjerregaard k - Keegan Bradley - Ángel Cabrera (2007) - Sebastian Cappelen k - Paul Casey - Roberto Castro k - Kevin Chappell - Darren Clarke - George Coetzee - Erik Compton - Michael Davan k - Jason Day - Luke Donald k - Jamie Donaldson - Victor Dubuisson - Jason Dufner - Tyler Duncan k - Brad Elder k - Ernie Els (1994, 1997) - Matt Every - Oliver Farr - Tony Finau k - Tommy Fleetwood - Marcus Fraser - Brad Fritsch k - Rickie Fowler - Hiroyuki Fujita k - Jim Furyk (2003) - Stephen Gallacher - Sergio García - Lucas Glover (2009) | - Retief Goosen k (2001, 2004) - Branden Grace - Cody Gribble k - Jimmy Gunn - Bill Haas - Brandon Hagy k - Brian Harman k - David Hearn k - Russell Henley - Charley Hoffman - Morgan Hoffmann - Tom Hoge k - J.B. Holmes - Billy Horschel - Billy Hurley III k - Ryo Ishikawa k - Stephan Jaeger k - Thongchai Jaidee - Lee Janzen k (1993, 1998) - Miguel Ángel Jiménez - Dustin Johnson - Zach Johnson - Shiv Kapur k - Masahiro Kawamura k - Martin Kaymer (2014) - Troy Kelly k - Alex Kim k - Chris Kirk - Kevin Kisner - Brooks Koepka - Matt Kuchar - Anirban Lahiri - Danny Lee k - Richard Lee k - Alexander Levy k - Marc Leishman - Wen-Chong Liang k - Jamie Lovemark k - Shane Lowry - Kevin Lucas k | - Joost Luiten - Matt Mabrey - Hunter Mahan - Steve Marino - Ben Martin - Hideki Matsuyama - Graeme McDowell (2010) - Rory McIlroy (2011) - George McNeill k - Phil Mickelson - Francesco Molinari - Colin Montgomerie - Garth Mulroy k - Ryan Moore - Kevin Na - Alex Norén k - Timothy O'Neal k - Geoff Ogilvy (2006) - Louis Oosthuizen - Jason Palmer k - Ryan Palmer - Cheng-Tsung Pan k - John Parry k - Josh Persons - D.A. Points k - Andy Pope k - Ian Poulter - Michael Putnam k - Patrick Reed - Andres Romero k - Justin Rose (2013) - Sam Saunders k - Charl Schwartzel - Adam Scott - John Senden - Marcel Siem k - Mark Silvers k - Webb Simpson (2012) - Cameron Smith k - Brandt Snedeker | - Shunsuke Sonoda - Jordan Spieth - Henrik Stenson - Robert Streb k - Andy Sullivan - Daniel Summerhays k - Brendon Todd - Cameron Tringale - Bo Van Pelt k - Camilo Villegas k - Jimmy Walker - Tjaart van der Walt - Marc Warren - Bubba Watson - Lee Westwood - Bernd Wiesberger - Danny Willett - Pat Wilson k - Gary Woodland - Tiger Woods (2000, 2002, 2008) Amateurs - Brian Campbell WAGR 12 k - Bryson DeChambeau WAGR 13 k - Cole Hammer k - Nick Hardy WAGR 106 k - Sam Horsfield WAGR 18 k - Beau Hossler WAGR 5 k - Kyle Jones WAGR 16 k - Jake Knapp WAGR 231 k - Jack Maguire WAGR 28 k - Denny McCarthy WAGR 20 k - Lee McCoy WAGR 4 k - Bradley Neil WAGR 23 (Brits Amateur 2014) - Matthew NeSmith WAGR 61 k - Davis Riley WAGR 35 k - Ollie Schniederjans WAGR 10 - Gunn Yang WAGR 53 (US Amateur 2014) Cole Hammer heeft nog geen WAGR punten. |

1895 ·
1896 ·
1897 ·
1898 ·
1899 ·
1900 ·
1901 ·
1902 ·
1903 ·
1904 ·
1905 ·
1906 ·
1907 ·
1908 ·
1909 ·
1910 ·
1911 ·
1912 ·
1913 ·
1914 ·
1915 ·
1916 ·
1917 · 
1918 · 
1919 ·
1920 ·
1921 ·
1922 ·
1923 ·
1924 ·
1925 ·
1926 ·
1927 ·
1928 ·
1929 ·
1930 ·
1931 ·
1932 ·
1933 ·
1934 ·
1935 ·
1936 ·
1937 ·
1938 ·
1939 ·
1940 ·
1941 ·
1942 ·
1943 · 
1944 ·
1945 ·
1946 ·
1947 ·
1948 ·
1949 ·
1950 ·
1951 ·
1952 ·
1953 ·
1954 ·
1955 ·
1956 ·
1957 ·
1958 ·
1959 ·
1960 ·
1961 ·
1962 ·
1963 ·
1964 ·
1965 ·
1966 ·
1967 ·
1968 ·
1969 ·
1970 ·
1971 ·
1972 ·
1973 ·
1974 ·
1975 ·
1976 ·
1977 ·
1978 ·
1979 ·
1980 ·
1981 ·
1982 ·
1983 ·
1984 ·
1985 ·
1986 ·
1987 ·
1988 ·
1989 ·
1990 ·
1991 ·
1992 ·
1993 ·
1994 ·
1995 ·
1996 ·
1997 ·
1998 ·
1999 ·
2000 ·
2001 ·
2002 ·
2003 ·
2004 ·
2005 ·
2006 ·
2007 ·
2008 ·
2009 ·
2010 ·
2011 ·
2012 ·
2013 ·
2014 ·
2015 ·
2016 ·
2017 ·
2018 ·
2019 ·
2020 ·
2021